# Råsasjön (Agunnaryds socken, Småland)
Råsasjön är en sjö i Ljungby kommun i Småland och ingår i Helge ås huvudavrinningsområde.